# あの・・こっからが山場なんですケド。
『あの・・こっからが山場なんですケド。』（あの こっからがやまばなんですケド。）は、2018年5月30日にソニー・ミュージックレコーズから発売された、遊助の8枚目のオリジナルアルバム。

## 解説
7枚目のアルバム『あの・・いま脂のってるんですケド。』から約1年ぶりのアルバムとなる。
シングル曲の「雑草より」と「みんな頑張ってる」が収録されている。
それまでの作品と同じく、遊助がアーティストと「遊turing」した楽曲が収録されている。また、山猿とコラボした「常勝 遊turing 山猿」は、2018年5月2日に発売された山猿のアルバム『あいことば5』に収録されている「常超 feat. 遊助」と連動したナンバーとなっている。
通常盤に収録されている「羞恥心の心」（しゅうちしんのしん）は、上地（遊助）が参加していたユニット羞恥心のデビュー曲「羞恥心」をサンプリングしたもので、「羞恥心の心」の「心」は、上地が心担当だった所からきている。遊助は、羞恥心デビューから10年という節目にカバーしようと決めていたと自身のブログで綴っている。

## 収録内容

### 通常盤
CD
1. C.H.O
作詞： 遊助、作曲：CHI-MEY
C.H.Oの意味は「CHOEBIGASUKI(超エビが好き)」[4]。
2. ハレワタリ 遊turing MOOMIN
作詞：遊助・ MOOMIN、作曲：MOOMIN・DJ KEIN
3. ばーちゃんの背中と僕の足
作詞：遊助、作曲：NAOKI-T
4. History VI
作詞：遊助、作曲：遊助・N.O.B.B
5. 雑草より
作詞： 遊助、作曲：木村有希
23rdシングル。
6. 楽園
作詞：遊助、作曲：N.O.B.B
  - 通常盤のみ
7. リベンジ
作詞： 遊助、作曲：遊助・N.O.B.B
8. 雷鳥
作詞：遊助、作曲：木村有希
9. Amore 遊turing KIRA
作詞：遊助・KIRA、作曲：遊助・KIRA・N.O.B.B
10. Stop Stop Stop
作詞：遊助、作曲：津波幸平
11. 常勝 遊turing 山猿
作詞：遊助・山猿、作曲：結城麗花・ 遊助・山猿
12. しだれ花火
作詞：遊助、作曲：村山晋一郎
13. みんな頑張ってる
24thシングル。
作詞：遊助、作曲：佐藤嘉風・野崎有真
14. 羞恥心の心
作詞：島田紳助・遊助、作曲：高原兄
  - 通常盤のみ

### 初回生産限定盤A
DVD
1. 「ばーちゃんの背中と僕の足」Music Video
2. 「ばーちゃんの背中と僕の足」Music Video Making
3. 「ハレワタリ 遊turing MOOMIN」Music Video
4. 「ハレワタリ 遊turing MOOMIN」Music Video Making

### 初回生産限定盤B
DVD
1. たこ焼き屋 遊助 〜KIRA,山猿,DJ N.O.B.B編〜

## 演奏
- 遊助
  - Vocal
  - Harmonica (#12)
- CHI-MEY：All Instruments (#1)
- 大久保友裕：Guitar (#1)
- DJ KEIN, MOOMIN：All Instruments ＆ Programming (#2)
- NAOKI-T：All Instruments ＆ Programming (#3)
- N.O.B.B：All Other Instruments ＆ Programming (#4.6.8.10)
- Tsuyo-B：Guitar (#4.6.8.10)
- Y-2：Piano (#4)
- 安納なお：Chorus (#4)
- 津波幸平
  - Additional Chorus Arrangement (#4)
  - All Instruments ＆ Programming (#9)
- 奈良悠樹：Acoustic Guitar (#5)
- 木村有希
  - Chorus (#7)
  - All Other Instruments ＆ Programming (#5.7)
- maimie：Chorus (#7)
- ahhco：Chorus (#11)
- 村山晋一郎：All Instruments ＆ Programming (#11)
- 佐藤嘉風：Guitar, Bass, Bouzouki, Chorus, All Other Instruments ＆ Programming (#12)
- 斎藤渉：Piano (#12)
- 野崎有真：Chorus (#12)